# Korihait
Korihait (of ook UU-Korihait) is een Finse basketbalclub uit Uusikaupunki opgericht in 1974. De UU staan voor Uudenkaupungin Urheilijat.

## Geschiedenis
De club werd opgericht in 1974 als onderdeel van de omnisport vereniging Uudenkaupungin Urheilijat en kende zijn grootste succes in de jaren 1980 en begin jaren 1990. In 1994 ging die club failliet en werd Korihait opgericht en nam het palmares van Uudenkaupungin Urheilijat over en de positie in de hoogste klasse. 

## Erelijst
- Fins landskampioen: 1990
  - Tweede: 1995
  - Derde: 1985, 1987, 1992

- Finse basketbalbeker: 1986, 1988
  - Tweede: 1987, 1995

## Coaches
| Jaar      | Coach             |
| --------- | ----------------- |
| 1994-1996 | Gordon Herbert    |
| 1996-1997 | Heikki Wala       |
| 1997-1999 | Timo Nieminen     |
| 1999-2000 | Kimmo Heinonen    |
| 2000-2001 | Erkki Saaristo    |
| 2001      | Jukka Mantere     |
| 2001-2002 | Erkki Saaristo    |
| 2002-2004 | Gerald Lee Sr.    |
| 2004      | Tom Westerholm    |
| 2004-2005 | Kimmo Vyyryläinen |
| 2005-2006 | Ray Ailus         |
| 2006      | Zlatan Présic     |
| 2006      | Ville Vuorinen    |
| 2006-2007 | Ilpo Rantanen     |
| 2007-2010 | Jyri Lehtonen     |
| 2010-2012 | Tom Westerholm    |
| 2012-2013 | Jarmo Laitinen    |
| 2013      | Ari Mikkola       |
| 2013-2014 | Ville Vuorinen    |
| 2014-2017 | Jarno Nikula      |
| 2017      | Petri Helminen    |
| 2017-2019 | Damion Dantzler   |
| 2019      | Jouni Grönroos    |
| 2019      | Pedro Monteiro    |
| 2019      | Jordi Juste       |
| 2019-2022 | Jarno Nikula      |
| 2022      | Teemu Turunen     |
| 2022-2023 | Tero Vasell       |
| 2023-2024 | Darko Mihajlovic  |
| 2024-     | Ivan Ivanović     |

## Bekende ex-spelers
| - Trevor Blondin - Casey Benson - Javion Ogunyemi - Nick Stampley |